# Bjelovarska katedrala
Katedrala sv. Terezije Avilske u Bjelovaru stolna je barokna crkva Bjelovarsko-križevačke biskupije. Nalazi se u središtu Bjelovara na Trgu Eugena Kvaternika. Postala je katedralom 2009. godine, do tada je bila župna crkva.

## Povijest
Na poziv vojne uprave u Bjelovar su 1761. godine došli braća Hubert i Ignacije Diviš, po narodnosti Česi, pripadnici crkvenoga reda pijarista, koji su odgajali djecu i mladež. Zatekli su u Bjelovaru malu kapelu pa su odlučili izgraditi crkvu.
Temelj je položen 10. travnja 1765. godine, a kamen temeljac 12. svibnja iste godine. Crkva je sagrađena 1770. godine, a blagoslovljena 15. listopada 1772. godine na blagdan sv. Terezije Avilske. Sat je postavljen na toranj 1774. godine. Zagrebački biskup Josip Galjuf posvetio je crkvu 15. listopada 1775. godine. U crkvu je stalo oko tisuću ljudi. Ispod crkve nalaze se podzemni hodnici za pokapanje, ali je u njima pokopano jako malo ljudi. Zvonik katedrale visok je 52 metra.
Crkva je posvećena sv. Tereziji Avilskoj, španjolskoj svetici i Crkvenoj naučiteljici. Ona je bila svetica zaštitnica austrijske carice Marije Terezije, koja je osnovala Bjelovar 1756. godine.
Potres iz 1880. godine oštetio je crkvu i župni dvor. Crkvu je obnovio arhitekt Hermann Bolle 1888. godine, a 1896. crkva je temeljito obnovljena iznutra.
Crkva sv. Terezije Avilske bila je župna crkva za cijeli grad Bjelovar i bližu okolicu do 1980. godine kada su osnovane nove župe sv. Antuna Padovanskoga i sv. Ane.
Jedna granata pogodila je crkvu i usmrtila tri žene 29. rujna 1991., za vrijeme oružanoga sukoba u Bjelovaru između Hrvatske vojske i JNA. Poginulim ženama podignuta je spomen-ploča na pročelju župnog ureda.
Dana 5. prosinca 2009. papa Benedikt XVI. utemeljio je Bjelovarsko-križevačku biskupiju s prvim biskupom Vjekoslavom Huzjakom pa je crkva postala katedrala sv. Terezije Avilske.
Nakon tri godine restauracije i nadogradnje, u katedralu su u kolovozu 2023. u dijelovima donesene orgulje obnavljane u Austriji.

## Galerija
- Zvonik katedrale s korza.
- Slika katedrale.
- Zvonik sa središnjeg parka.
- Katedrala i Bjelovarski paviljon.
- Barokni kip Presvetog Srca Isusova u katedrali.

## Vanjske poveznice
|  | Zajednički poslužitelj ima još gradiva o temi Bjelovarska katedrala |